# Matevž (jed)
Matevž je slovenska narodna jed iz fižola in krompirja. Največkrat je prisotna kot priloga drugim jedem. Lahko jo jemo tudi samo s kislim zeljem ali repo.
Druga slovenska imena so: krompirjev mož, mavta in divji mož.